# براد دود
براد دود (بالإنجليزية: Brad Dodd)‏ هو لاعب كرة قدم أسترالية أسترالي، ولد في 23 مارس 1977.

## وصلات خارجية
- براد دود على موقع AustralianFootball.com (الإنجليزية)
- براد دود على موقع AFLtables.com (الإنجليزية)